# Złoty Stok
Złoty Stok (Duits: Reichenstein in Schlesien) is een stad in het Poolse woiwodschap Neder-Silezië, gelegen in de powiat Ząbkowicki (Frankenstein). De oppervlakte bedraagt 7,73 km², het inwonertal 2972 (2005).

## Verkeer en vervoer

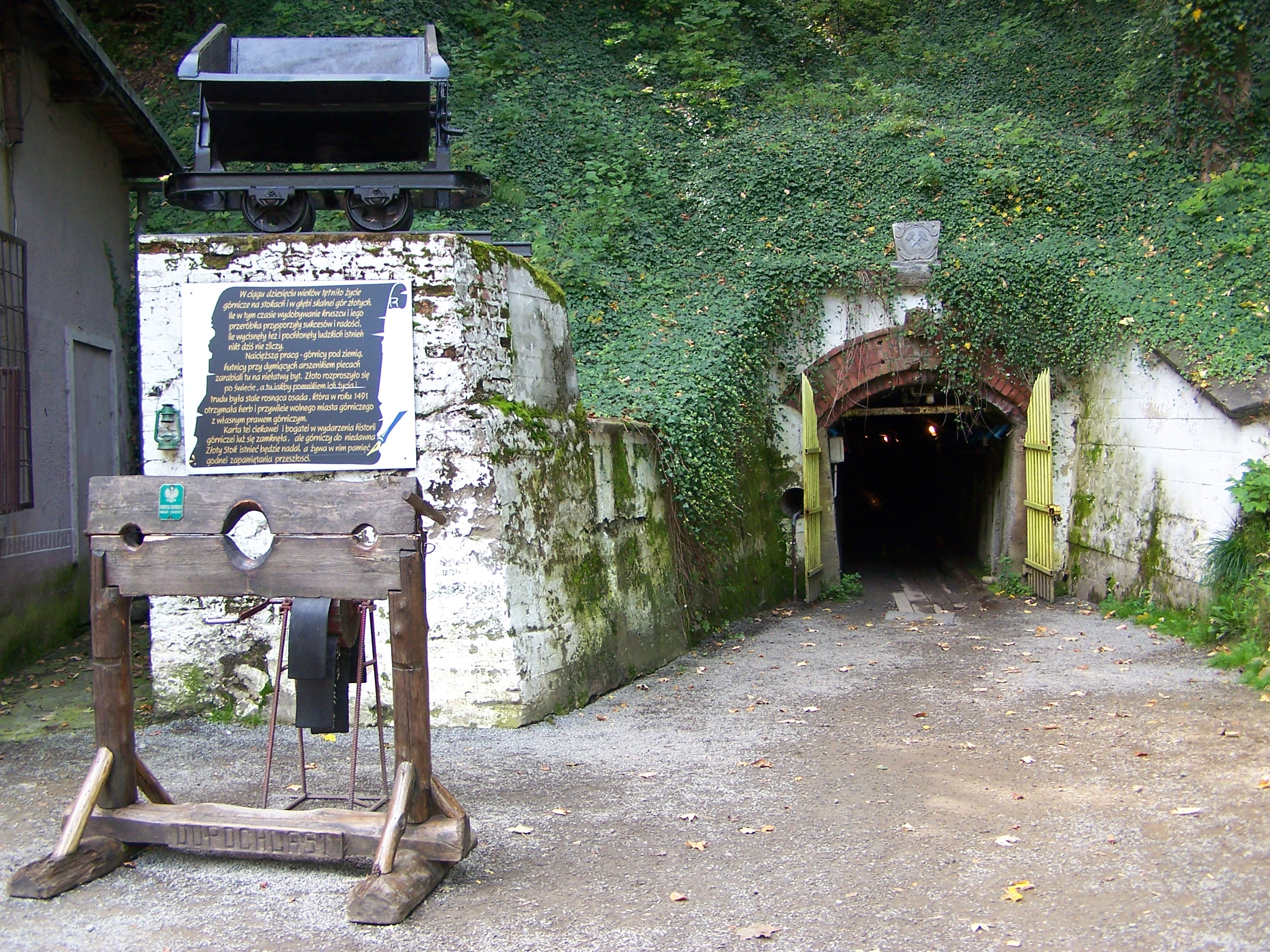
Złoty Stok

- Station Złoty Stok